# Andreas Moser (Biologe)

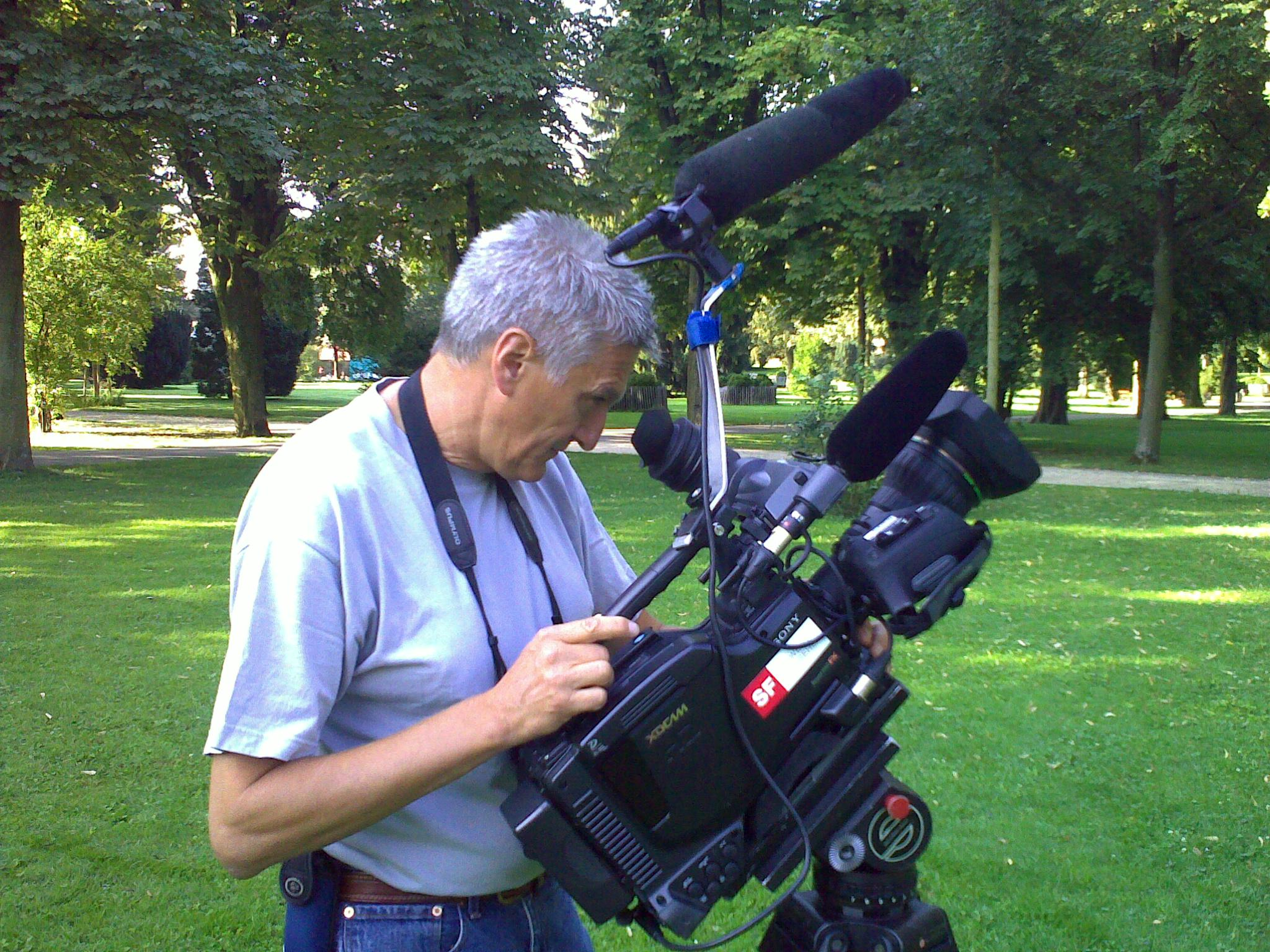
Andreas Moser (2009)

Andreas Moser (* 20. Mai 1956 in Basel) ist ein Schweizer Biologe, Tierfilmer und Fernsehmoderator. In der Schweiz wurde er bekannt als Moderator der Sendung Netz Natur. Moser ist Träger der Ehrendoktorwürde der Universität Zürich.

## Leben
Andreas Moser wurde als erstes von zwei Kindern geboren. Durch seine Eltern kam er schon früh in Kontakt mit der Natur und vor allem mit dem nahegelegenen Basler Zoo. Er besuchte die Schulen von Basel, seine Freizeit verbrachte er oft bei den Tieren im Zoo Basel und half den Tierpflegern bei ihrer Arbeit. Während eines Klassenlagers im Jahr 1972 untersuchte er mit seinem Kollegen Jürg Böni die Amphibien- und Reptilienfauna im Tessin und vertiefte diese Arbeit im Sommer 1973. Dafür bekamen sie das Prädikat «hervorragend» im Wettbewerb Jugend forscht und belegte den zweiten Platz im European Philips Contest for Young Scientists and  Inventors. 1975 schaffte Andreas Moser nach acht Jahren Realgymnasium die Matura.
Darauf begann er 1975 das Biologiestudium an der Universität Basel, während er gleichzeitig seine Feldstudien zu Reptilien weiterführte. 1976 begann er unter der Leitung von Thierry A. Freyvogel als wissenschaftlicher Assistent und Laborchef im Gifttierlabor des Schweizerischen Tropeninstituts  zu arbeiten, wo er für die Haltung tropischer Gifttiere verantwortlich war. Gemeinsam mit dem tropenmedizinischen Notfalldienst baute er das größte europäische Antivenin-Depot und einen 24-Stunden-Beratungsdienst für Gifttiernotfälle auf. Nachdem er kurze Zeit als Wissenschaftsjournalist gearbeitet hatte, wurde Andreas Moser 1987 von Ruth Halter, welche als Redaktionsleiterin der Sendung Karussell amtete, für die Sendung angeworben, um Berichte und Tierreportagen zu produzieren.
Nachdem die Sendung 1988 eingestellt worden war, kam Andreas Moser zur Wissenschaftsredaktion von Menschen Technik Wissenschaft (MTW) unter der Leitung Peter Lippuner. Dieser entwickelte das Konzept für die Sendung Netz Natur, von welcher Andreas Moser ab 1989 Moderator und zudem ab 1993 Redaktionsverantwortlicher war, bis die Sendung 2021 eingestellt wurde. Für diese Arbeit, welche ihn in der Schweiz bekannt machte, erhielt Andreas Moser 2006 den Ehrendoktor der Vetsuisse-Fakultät sowie zahlreiche Preise, wie 1991 den Ostschweizer Fernsehpreis, 2001 den Natur- und Umweltschutzpreis der Zoologischen Gesellschaft Zürich, 2011 den prix media der Akademie der Naturwissenschaften scnat, 2014 den Fernsehpreis der Zürcher Radio-Stiftung und 2021 den Academy Award for Science Communication am 4. Global Science Film Festival Zurich.

## Publikationen
- Expedition Frosch, das Forscherbuch für die Tierbeobachtung an Weiher, Bach und See, herausgegeben von Andreas Moser, mit Alex Labhardt u. a., Illustrationen von Thomas Reiss u. a. Aare, Solothurn 1980, ISBN 3-7260-0196-4.
- Untersuchung einer Population der Kreuzotter (Vipera berus L.) mit Hilfe der Radio-Telemetrie BSBS, Basler Schnelldruck Schlattmann, Basel 1988, DNB 945402449, OCLC 75624458, (Dissertation Universität Basel 1988, 152 Seiten).

### TV-Produktionen
- Natur im Haus, Schädlinge; Insekten im Haus. (= Netz: Reportage aus der Natur), Regie: Urs Bernhard, DVD, 65 Minuten. Schweizer Fernsehen, Zürich 1990 OCLC 729807378 Aufzeichnung der Ausstrahlung vom Fernsehsender SF 1 in deutscher Sprache am 13. September. Der Dokumentarfilm wurde 1990 in Farbe in der Schweiz produziert. Moderation: Andreas Moser.
- Netz Natur – Schildkröten: Der Charme des Alters (= DOK), DVD, Schweizer Fernsehen, Zürich 2015, Aufzeichnung (50 Minuten) der Ausstrahlung vom Fernsehsender SRF 1 am 16. April 2015, schweizerdeutsch und italienischer Sprache. Der Dokumentarfilm wurde 2015 in Farbe in der Schweiz produziert. OCLC 909307515.